# Гататико
Гататико (итал. Gattatico) је насеље у Италији у округу Ређо Емилија, региону Емилија-Ромања.
Према процени из 2011. у насељу је живело 93 становника. Насеље се налази на надморској висини од 41 м.

## Становништво
| 1951. | 1961. | 1971. | 1981. | 1991. | 2001. | 2011. |
| ----- | ----- | ----- | ----- | ----- | ----- | ----- |
| 5.765 | 5.082 | 4.465 | 4.566 | 4.835 | 5.389 | 5.899 |

## Партнерски градови
- Циренберг